# Goniobranchus loringi
Goniobranchus loringi (Angas, 1864) è un mollusco nudibranchio della famiglia Chromodorididae.

## Descrizione
Di dimensioni fra i 2 e 3 centimetri.

## Distribuzione e habitat
Frequente al largo delle coste australiane.